# Per-Olof Åstrand
Karl Per-Olof Åstrand, född 21 oktober 1922 i Svenarums församling, Jönköpings län, död 2 januari 2015 i Täby församling, var en svensk fysiolog och centralgestalt inom svensk och internationell idrotts- och arbetsfysiologi.

## Biografi
Per-Olof Åstrand var son till kantorn och folkskolläraren Karl Åstrand och Martha Thunander samt bror till musikskribenten Hans Åstrand och dotterson till industrimannen Johan Wilhelm Thunander. Han växte upp i Bredaryd, Småland.
Åstrand avlade gymnastikdirektörsexamen 1946 och anställdes som amanuens vid Gymnastiska Centralinstitutet (GCI) samma år. Där knöts han till läroanstaltens fysiologiska institution och kom därmed att bli en del av den så kallade Lindhardskolan med rötter i den danska arbetsfysiologiska forskningstraditionen. Han blev medicine kandidat 1948 och disputerade för medicine doktorsgraden 1952 på avhandlingen Experimental studies of physical working capacity in relation to sex and age. I denna utvecklades en metodik för att mäta maximal syreupptagning. Det blev en avgörande variabel att relatera till i hans senare forskning om den cirkulatoriska och respiratoriska anpassningen till fysiskt arbete och träning. 
Åstrand blev docent i arbetsfysiologi vid Karolinska institutet 1953, vid Gymnastiska Centralinstitutet, senare Gymnastik- och idrottshögskolan 1954, var t.f. professor där 1961–64, och laborator 1964–70. Han blev professor i kroppsövningarnas fysiologi vid GIH 1970–1977 samt vid Karolinska institutet 1977–1989. Det submaximala konditionstest som Åstrand och hans blivande hustru Irma Ryhming publicerade 1954, det så kallade Åstrandtestet, bidrog till att göra GCI känt över världen och man skulle kunna betrakta honom som den vetenskapligt baserade konditionsträningens fader. Åstrand var bland annat handledare för fysiologen  Bengt Saltin.
Åstrand visade tidigt intresse för undervisning, och många mötte honom i populärvetenskapliga skrifter såsom Kondition och hälsa och Bättre kondition, men det var genom den omfattande läroboken Textbook of Work Physiology: Physiological Bases for Exercise, skriven tillsammans med Kaare Rodahl, som han blev känd inom internationell arbetsfysiologi.
Han var ledamot i många lärda sällskap och hedersdoktor vid åtta universitet i världen.
Han var sedan 1956 gift med professor Irma Ryhming (1927–2016), dotter till fabrikören Arvid Andersson och Elna Johansson. Deras barn är Elin (född 1960) och Per (född 1963).